# Tub d'escapament

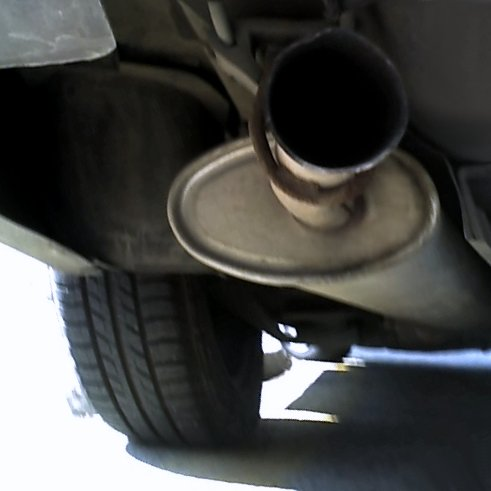
Tub d'escapament.

El tub d'escapament d'un vehicle dotat d'un motor d'explosió serveix per evacuar els gasos de combustió des del motor cap a l'exterior del vehicle. Està constituït generalment per un col·lector d'escapament que recull els gasos d'escapament que surten dels cilindres prolongat per un dispositiu d'evacuació. Un mateix motor pot disposar de diversos tubs d'escapament.
El tub d'escapament serveix, en particular, per reduir el soroll i la contaminació.
- A través d'un sistema que permet reduir el soroll: el silenciador.
- Mitjançant un sistema que permet reduir les emissions contaminants, per catàlisi i per filtració, gràcies al filtre de partícules i al catalitzador.

El tub d'escapament participa en el funcionament del motor:
- Si està massa obstruït, el motor denota manca de potència.
- En els motors de dos temps, una cambra de ressonància permet millorar alhora el buidatge del cilindre i la compressió.

Des de finals dels anys noranta, un nombre creixent de països ha fet obligatori el catalitzador per als nous vehicles gasolina i dièsel. El seu resultat és inqüestionable per a alguns agents contaminants, però nul per a altres. De vegades s'equipen d'un filtre de partícules.
Malgrat els avantatges de les fuites agrupades, els serveis de comercialització sovint han imposat fuites múltiples quan són visibles, com en les motocicletes. En alguns casos, un motor pot tenir diversos fuites per cilindre, encara que la majoria de les vegades la justificació és només estètica.
Els motors amb turbocompressor tenen generalment tots els seus conductes de sortida agrupats en un de sol amb la finalitat d'alimentar la turbina motora del turbo.
En els motors a dos temps, el tub d'escapament forma part integral del funcionament del cilindre. Aquest sistema exigeix conductes de sortida independents entre si.